# オトレーイス

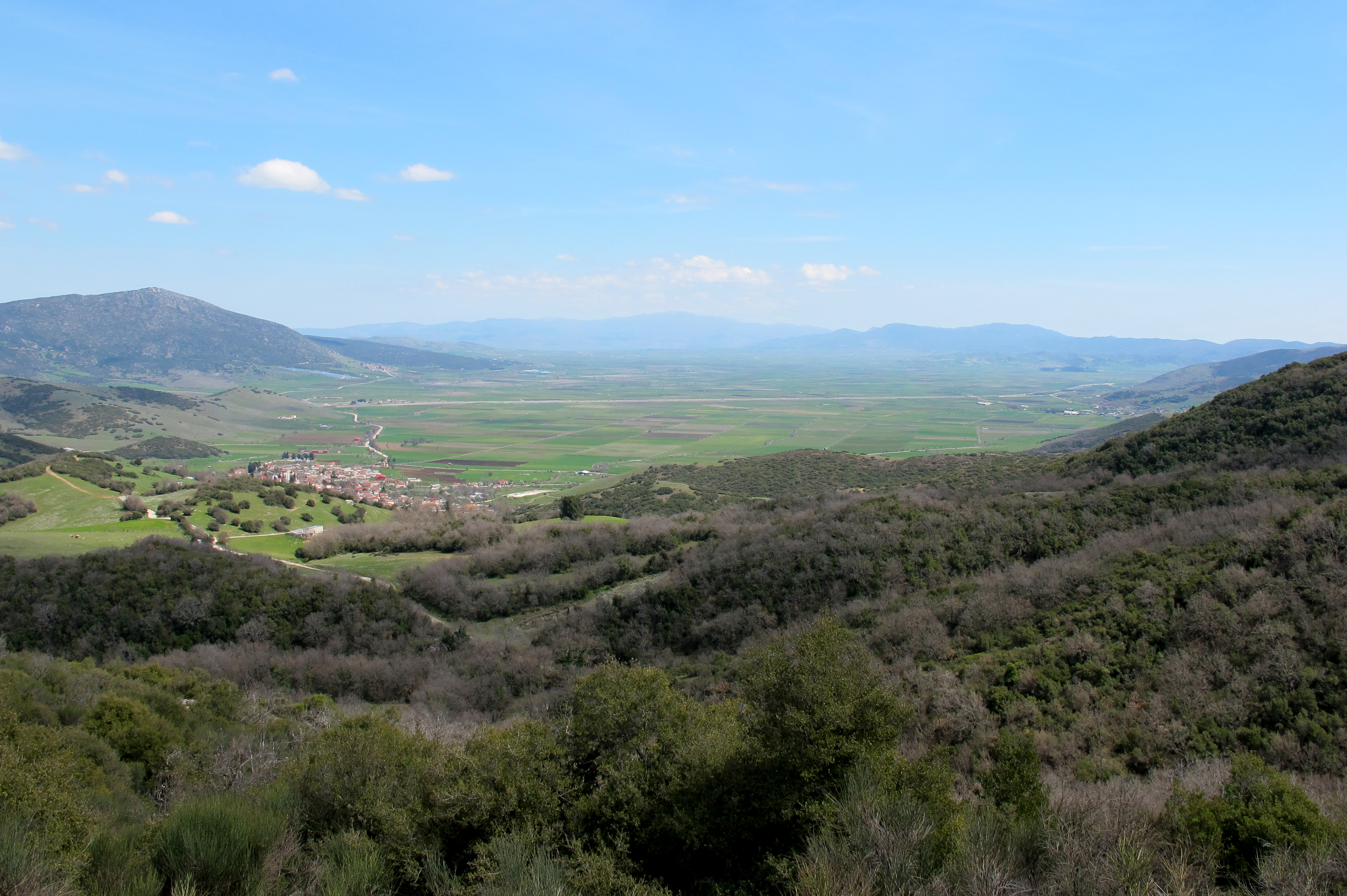
オトリュス山の西端地域。

オトレーイス（古希: Οθρηις, Othrēis）は、ギリシア神話のニュムペーである。長音を省略してオトレイスとも表記される。アポローンとの間にパグロスを、ゼウスとの間にメリテウスを生んだ。オトレーイスの名前はおそらくテッサリアー地方南部のオトリュス山と関係があり、オトリュス山のニュムペーと考えられる。

## 神話
コロポーンのニーカンドロスの『変身物語』に基づくアントーニーヌス・リーベラーリスの物語によると、オトレーイスは最初にアポローンとの間にパグロスを、その後にゼウスとの間にメリテウスという息子を生んだと伝えられている。オトレーイスはゼウスとの関係をヘーラーが知ると怒りを買うと考え、生まれた子供を森の中に捨てた。子供はゼウスの計らいで蜜蜂に養育され、成長した。その後、同じくオトレーイスの子パグロスは森で大きくなった子供を見つけ、しかも蜜蜂に育てられていることを知って大いに驚いた。彼は子供を家に連れて帰り、メリテウス（「蜜蜂の男」の意）と名づけて養育した。メリテウスは成長すると、プティーアー地方（オトリュス山の北麓地域）に都市メリテーを創建した。後代になって、この都市にタルタロスとあだ名された暴虐な王が現れたが、アステュギテースという少年に退治されたという。